# Ambassade de Tunisie en Algérie
L'ambassade de Tunisie en Algérie est la représentation officielle du gouvernement tunisien en Algérie. Elle se trouve à El Mouradia, dans la wilaya d'Alger.

## Consulats
Il existe deux consulats de Tunisie en Algérie : un à Annaba (consulat général) et un à Tébessa (consulat).